# Stemma di Cipro del Nord

Stemma del Cipro del Nord (1983-2007)

Lo stemma di Cipro del Nord è l'emblema identificativo della Repubblica Turca di Cipro del Nord.

## Caratteristiche
Lo stemma di Cipro del Nord è molto simile a quello della Repubblica di Cipro, tranne che per la data riportata sui due stemmi: nell'emblema di Cipro la data riportata è il 1960, ossia la data dell'indipendenza dal Regno Unito; nello stemma di Cipro del Nord la data riportata è il 1983, data della proclamazione della Repubblica Turca di Cipro del Nord. Sopra lo scudo rappresentante una colomba bianca che tiene nel becco un ramoscello d'ulivo, entrambi simboli di pace ed entrambi raffigurati su ambedue gli stemmi, è presente una mezzaluna bianca, simbolo dell'Islam e della nazione turca.
Alla fine del 2007, l'emblema subì una lieve modifica al layout: infatti la colomba fu rappresentata in una posizione differente da quella dello stemma di Cipro.